# Vadi
Vadi (arabsko الوادي, latinizirano: Al Wadi, wādī, alternativno وَاد, wād; francosko Oued, špansko Barranco) je arabski izraz za dolino. Običajno označuje suho (efemeridno) rečno dolino na področju puščav severne Afrike, zahodne Azije in deloma v Španiji. Po obilnem deževju se vadi občasno napolni z vodo. V vadijih z velikim prispevnim območjem lahko tudi zelo oddaljeno grmenje vodi do presenetljivega in nenadnega dviga vode. Bivanje v vadijih s strmimi brežinami je zato lahko smrtno nevarno.

## Etimologija
Izraz wādī je zelo razširjen v arabskih toponimih. Nekateri španski toponimi izhajajo iz andaluzijske arabščine, kjer je bil wādī mišljen kot stalna reka, na primer: Guadalcanal iz wādī al-qanāl (arabsko وَادِي الْقَنَال, 'reka osvežilnih stojnic'), Guadalajara iz wādī al-ḥijārah (arabsko وَادِي الْحِجَارَة, 'reka kamnov') ali Guadalquivir, iz al-wādī al-kabīr (arabsko اَلْوَادِي الْكَبِير, 'velika reka'). Ta beseda se pogosto uporablja v indijščini, maratščini, ki je iz arabščine izpeljala veliko besed. Na primer, številne vasi v državi Maharaštra, imenovane Boralvadi (marathi: बोराळवाडी), Ševalvadi (मराठी: शेवाळवाडी), Mohamadvadi (marathi: मोहम्मदवाडी) itd. ali deževna sezona v Indiji.

## Morfologija in procesi
Vadiji nastanejo na rahlo poševnih, skoraj ravnih delih puščav; običajno se začnejo na distalnih delih aluvialnih stožcev in segajo v celinske sabke (obalna, supratidalna blatna ali peščena ravnica) ali suha jezera. V kotlini in topografiji porečja, ki je izmenična pokrajina vzporednih gorskih verig in dolin, vadi teži vzdolž osi porečja na koncu aluvialnih stožcev. Stalni kanali ne obstajajo zaradi pomanjkanja stalnega pretoka vode. Vadiji so zaradi pomanjkanja vode in obilice sedimentov prepredeni z vzorci tokov. Voda se preliva po dnu struge, kar povzroči nenadno izgubo energije in posledično obilno odlaganje. Vadiji lahko razvijejo nasipe sedimenta, ki spremenijo vzorce toka v naslednji poplavi.
Tudi veter povzroča odlaganje usedlin. Ko so sedimenti v vadiju pod vodo ali vlažni, nad njih odlagajo vetrovi. Tako usedline vadija vsebujejo tako vetrovne kot vodne usedline.

## Sedimenti in sedimentne strukture
Sedimenti vadija lahko vsebujejo različne materiale, od gramoza do blata, sedimentne strukture pa se zelo razlikujejo. Tako so vadi sedimenti najbolj diagnostični od vseh puščavskih okolij.
Hudourne poplave so posledica hudih energetskih razmer in lahko povzročijo širok razpon sedimentnih struktur, vključno z rahlim valovanjem in splošnim ravnim dnom. Prodišča so pogosto mazljiva, zastoji blata pa kažejo sušne razpoke. Tudi vetrna aktivnost ustvarja sedimentne strukture, vključno z obsežno navzkrižno stratifikacijo in klinastimi nanosi. Značilno zaporedje vadija sestavljajo izmenične enote vetrnih in vodnih usedlin; vsaka enota se giblje od približno 10–30 cm. Sediment, ki ga odloži voda, kaže popolno zaporedje valov. Vetrni nanosi so navzkrižno stratificirani in prekriti z blatnimi nanosi. Prisotna je lahko tudi puhlica.

## Hidrološka aktivnost
Vadiji kot odtočni tok tvori voda, vendar se razlikujejo od rečnih dolin ali požiralnikov po tem, da je površinska voda presihajoča ali efemerna. Vadiji so na splošno suhi vse leto, razen po dežju. Za puščavsko okolje so značilni nenadni, a redki močni nalivi, ki pogosto povzročijo bliskovite poplave. Prečkanje vadijev v določenih obdobjih leta je lahko zato nevarno.
Vadi je po navadi povezan s središči človeške populacije, ker je v njih včasih na voljo podzemna voda. Nomadski in pastirski puščavski ljudje se bodo zanašali na sezonsko vegetacijo, ki jo najdejo v vadijih, tudi v regijah, suhih kot je Sahara, ko potujejo po zapletenih sezonskih poteh.
Osrednja vloga vode in človeško življenje v puščavskih okoljih je v 1990-ih rodila izrazito podvrsto hidrologije vadijev.

## Znani vadiji
- Al-vadi al-Ahmar (Libija)
- Vadi al-Hitan (Egipt)
- Vadi Darbat (Regija Dhofar, Oman)
- Vadi Dinar (Libija)
- Vadi Džedi (Alžirija)
- Vadi Draa (Maroko)
- Vadi Fira (Čad)
- Vadi Halfa (Sudan)
- Vadi Hadramaut (Jemen)
- Vadi Hammamat (Egipt)
- Vadi Musa (Jordanija)
- Vadi Mudžib (Jordanija)
- Vadi Nisnas (Izrael)
- Vadi Rajan (Egipt)
- Vadi Rum (Jordanija)
- Vadi Sura (v Gilf el-Kebir)
- Vadi Tafna (Alžirija)
- Vadi Tartar (Irak)
- Vadi Tumilat (Egipt)
- Vadi-el-Hol (Egipt)
- Vadi Nadsčran (Saudova Arabija)